# ポール・トーディ
ポール・トーディ（Paul Torday、1946年8月1日 - 2013年12月18日）は、イギリスの小説家。代表作は2006年に上梓した処女作『イエメンで鮭釣りを』。

## 経歴
1946年、ダラム・クロックデールにハンガリー人の父ラズロ・トーディとアイルランド人の母アイリーンの間に3人兄弟の長男として生まれる。父はハンガリーからの移民で、1930年代に両親ら一家でイギリス北西部に移り住んだ。物理学者だった父と、科学者だった祖父が政府の補助金を得て電気めっきの事業を始め、後に船のエンジン修理会社へと発展していった。ニューカッスルのインデペンデント・スクール、ロイヤル・グラマー・スクールで学ぶ。学校生活は決して楽しいものではなかったが、オックスフォード大学ペンブルック・カレッジの奨学金を勝ち取ることができ、英語英文学を学ぶ。大学卒業後、祖父はマンチェスターでビジネス・コースへ行くことを望んだが、ロンドンで市場調査の仕事をし、リーズの会社に就職した。1973年、母がケニアで交通事故に遭い死亡、ノーサンバーランドへ帰郷し、家業である船のエンジン修理会社"Torday & Carlisle" に就職した。以後約30年、ビジネスマンとして勤めてきたが、会社が敵対的買収され、非常勤会長の職に退いたのを機に、小説の執筆に取りかかり、作家へと転身、59歳にして初めての小説『イエメンで鮭釣りを』を上梓。翌2007年にボランジェ・エブリマン・ウッドハウス賞を受賞、2008年にはウェイヴァートン・グッド・リード・アワードを受賞したほか、ギャラクシー・ブリティッシュ・ブック賞の最優秀新人作家にノミネートされた。
16歳の時に、デイリー・メールがスポンサーを務める詩のコンテストで優勝したことがあり、その後も詩を多く作ってきたが出版には至らなかった。私生活では2度の結婚をし、最初の妻との間に2人の息子がいる。チップチェイス城で暮らした。
同作は2011年に『砂漠でサーモン・フィッシング』のタイトルでユアン・マクレガー主演で映画化された。トーディ自身は体調が思わしくなく、プレミア上映に出席できなかった。

## 邦訳作品
- 『イエメンで鮭釣りを』 小竹由美子訳 白水社、エクス・リブリス、2009年4月
- 『ウィルバーフォース氏のヴィンテージ・ワイン』小竹由美子訳 白水社、エクス・リブリス、2010年8月

## 作品リスト
- Salmon Fishing in the Yemen（2006年） /  『イエメンで鮭釣りを』小竹由美子訳 白水社〈エクス・リブリス〉）2009年4月
- The Irresistible Inheritance of Wilberforce (2008年） /  『ウィルバーフォース氏のヴィンテージ・ワイン』小竹由美子訳 白水社〈エクス・リブリス〉）2010年8月
- The Girl on the Landing (2009)
- The Hopeless Life Of Charlie Summers (2010)
- More Than You Can Say (2011)
- The Legacy of Hartlepool Hall (2012)
- Light Shining in the Forest (2013)